# 马库斯·朗纳松
马库斯·朗纳松（瑞典語：Marcus Ragnarsson，1971年8月13日—），瑞典男子冰球运动员，场上位置是后卫。他曾代表瑞典参加1998年和2002年冬季奥林匹克运动会冰球比赛，均获得第五名。